# Kasteel van Poussan-le-Haut
Het Kasteel van Poussan-le-Haut (Frans: Château de Poussan-le-Haut) is een kasteel in de Franse gemeente Béziers. Het kasteel is een beschermd historisch monument sinds 1975.